# Inovátor
Inovátor nebo průkopník je první nebo jeden z prvních, kteří použijí věci či myšlenky novým způsobem nebo jinak než kdokoli předtím, a zpravidla tím otevřou novou, do té doby neznámou oblast lidského poznání. Může být proto chápán jakožto člověk, který vymýšlí a prosazuje do praxe inovace.
Průkopník se také nazývá pionýr. Slovo „pionýr“ je totiž odvozeno z francouzského pionnier (původně paonnier), pěšák, přičemž od 16. století šlo o pěšáka, který připravuje cestu armádě, sapéra čili dnešního ženistu. Odtud také přenesený význam pionýra jako průkopníka či inovátora.[zdroj⁠?!]

## Významní průkopníci
Lidé často označovaní jako inovátoři:[zdroj⁠?!]
- Leonardo da Vinci – renesanční myslitel a průkopník
- Jan Amos Komenský – průkopník na poli školství
- Abbas Ibn Firnas – první let kluzáku
- Ibn al-Haytham – vědec, pionýr vědecké metody
- al-Džazárí – vynálezce
- Isaac Newton – průkopník na poli klasické mechaniky
- Albert Einstein – zakladatel kvantové mechaniky
- Richard Arkwright – vynálezce spřádacího stroje
- bratři Wrightové – první řízený let motorového letadla těžšího než vzduch s posádkou
- Alfred Nobel – vynálezce dynamitu
- Thomas Alva Edison – první v široké praxi využitelná žárovka
- František Křižík – vynálezce obloukové lampy
- Henry Ford – první masová výroba automobilů
- Isambard Kingdom Brunel – revoluce ve veřejné dopravě a inženýrství
- Nikola Tesla – vynálezce asynchronního motoru
- Robert Goddard – první raketa na kapalné palivo
- Tim Berners-Lee – vynálezce World Wide Webu
- Steve Jobs – výkonný ředitel společnosti Apple